# A Trupe Delirante no Circo Voador
A Trupe Delirante no Circo Voador é o segundo álbum ao vivo e em vídeo da cantora e compositora brasileira Pitty. Foi gravado em 18 de dezembro de 2010 no Circo Voador, Rio de Janeiro, e lançado em 13 de maio de 2011. Foi o quarto disco mais vendido do ano, vendendo em torno de 150 mil cópias em menos de dois meses.
O álbum conta com canções "lado B" e do disco Chiaroscuro, além da inédita "Comum de Dois", disponibilizada para download digital via Pay With a Tweet ainda no final de março de 2011.
Pitty promoveu a sua nova turnê, intitulada A Trupe Delirante em Turnê, iniciada em 10 de maio de 2011, no pré-lançamento do projeto. Para promover o material, entrou no canal ao vivo do Orkut para uma entrevista conduzida por fãs. Por meia hora, ela conversou com os internautas e, ao término do bate-papo, 12 canções do álbum foram transmitidas pelo YouTube.

## Lista de faixas
1. "8 ou 80"
2. "Fracasso"
3. "Desconstruindo Amélia"
4. "Água Contida"  (part. Hique Gomez)
5. "Emboscada"
6. "Trapézio"
7. "Rato na Roda"
8. "Só Agora"
9. "Medo"
10. "Comum de Dois"
11. "Só de Passagem"
12. "Pra Onde Ir"
13. "Senhor das Moscas"  (part. Fábio Cascadura)
14. "O Lobo"
15. "Se Você Pensa"
16. "Todos Estão Mudos"
17. "Me Adora"
18. "Admirável Chip Novo" (faixa bônus do DVD)
19. "Máscara" (faixa bônus do DVD)

#### Extras do DVD:
- Backstage Pass (making of)
- Photo Gallery (galeria de fotos)
- Clipes de "Me Adora", "Fracasso" e "Só Agora"

## Formação
- Pitty: vocal
- Martin Mendonça: guitarra
- Joe Gomes: baixo
- Duda Machado: bateria

### Músicos convidados
- Bruno Cunha: teclados
- Hique Gomez: violino em "Água Contida"

## Certificações
| País   | Associação          | Vendas  | Certificações |
| ------ | ------------------- | ------- | ------------- |
| Brasil | (Pro-Música Brasil) | 150.000 | Platina       |